# Marie-Françoise Collière
Marie-Françoise Collière, née le 6 avril 1930 à Aïn Témouchent près d’Oran et morte le 27 janvier 2005 à Lyon, est une historienne française, enseignante en soins infirmiers, militante de la cause des femmes soignantes.

## Biographie
Marie-Françoise Collière a deux frères et une sœur et semble avoir eu des relations difficiles avec sa mère. À la suite de son parcours scolaire catholique, elle suit une formation professionnelle à l’école de la Croix Saint-Simon, puis des études en psychologie à la Sorbonne vers 1951. En 1956, elle reçoit son diplôme d’État d’infirmière et en 1962 le grade de surveillante option monitrice (aujourd'hui diplôme de cadre de santé) . Elle obtient une bourse de l’OMS pour réaliser un master of science teaching public health nursing (Détroit, USA) en 1963. Elle effectue des voyages en Europe puis reprend ses études et obtient un diplôme d'études approfondies (DEA) en histoire des civilisations.
En 1965, elle est chargée de mission par l'OMS pour l'ouverture, à Lyon, de l’École internationale d’enseignement infirmier supérieur (EIEIS) et y enseigne jusqu’à sa retraite (1994).

## Publications
- Marie-Françoise Collière, Promouvoir la vie. De la pratique des femmes soignantes aux soins infirmiers, Paris, Interéditions, 1982, 391 p.
- avec la co-direction de Évelyne Diebolt, « Pour une histoire des soins et des pratiques soignantes », Cahier de l'AMIEC, no 10, mai 1988, 299 p.
- Marie-Françoise Collière, Soigner, le premier art de la vie, Paris, Interéditions, 1995, 440 p.
- Marie-Françoise Collière, Marie Liron d'Airoles (1884-1945), La Revue de l'infirmière, Vol 59, No 165  - novembre 2010, p. 49–50.